# Teorema de Lucas
En teoría de números, el teorema de Lucas caracteriza el residuo del coeficiente binomial {\displaystyle {\binom {m}{n}}} cuando este es dividido por un número primo {\displaystyle p}. Fue enunciado por primera vez en 1878 en una publicación del matemático Édouard Lucas, aunque no demostró el resultado. El teorema de Lucas tiene muchas aplicaciones, como explicar la naturaleza fractal de los coeficientes binomiales módulo {\displaystyle p}.

## Enunciado
Sean {\displaystyle m} y {\displaystyle n} números enteros no negativos y {\displaystyle p} un número primo. Entonces, tenemos la siguiente relación de congruencia:
{\displaystyle {\binom {m}{n}}\equiv \prod _{i=0}^{k}{\binom {m_{i}}{n_{i}}}{\pmod {p}},}
donde
{\displaystyle m=m_{k}p^{k}+m_{k-1}p^{k-1}+\cdots +m_{1}p+m_{0},}
y
{\displaystyle n=n_{k}p^{k}+n_{k-1}p^{k-1}+\cdots +n_{1}p+n_{0}}
son las expansiones de {\displaystyle m} y {\displaystyle n} en base {\displaystyle p}. Se utiliza la convención que {\displaystyle {\binom {m}{n}}=0} si {\displaystyle m<n}.

## Demostración
El teorema de Lucas tiene distintas demostraciones, pero una prueba clásica sigue el siguiente esquema:
1. Primero, se demuestra que {\displaystyle {\binom {p}{k}}\equiv 0({\text{mod}}\;p)} a menos que {\displaystyle k=0} o {\displaystyle k=p}.
2. Luego, se puede demostrar que {\displaystyle {\binom {p+r}{k}}\equiv {\binom {r}{k\;({\text{mod}}\;p)}}({\text{mod}}\;p)} para {\displaystyle 0\leq r\leq p-1}.
3. Luego, se puede demostrar que {\displaystyle {\binom {2p}{p}}\equiv 2({\text{mod}}\;p)}.
4. Se puede demostrar la siguiente relación {\displaystyle {\binom {m_{1}p+m_{0}}{n_{1}p+n_{0}}}\equiv {\binom {m_{1}}{n_{1}}}{\binom {m_{0}}{n_{0}}}({\text{mod}}\;p)}, específicamente si se toma {\displaystyle a_{0}=0} y luego se utiliza el argumento de recursión para la fórmula general.
5. Utilizando inducción, si {\displaystyle m=m_{k}p^{k}+m_{k-1}p^{k-1}+\dots +m_{1}p+m_{0}} y {\displaystyle n=n_{k}p^{k}+n_{k-1}p^{k-1}+\dots +n_{1}p+n_{0}}, se concluye {\displaystyle {\binom {m}{n}}\equiv \prod _{i=0}^{k}{\binom {m_{i}}{n_{i}}}({\text{mod}}\;p)}.

## Aplicaciones
El Triángulo de Sierpinski está indirectamente relacionado al teorema de Lucas. Nota que los coeficientes binomiales se utilizan para generar el Triángulo de Pascal. A su vez, si consideramos el triángulo de pascal módulo {\displaystyle p}, podemos explicar la naturaleza fractal de los coeficientes binomiales utilizando el teorema de Lucas. Por ejemplo, si se toma el Triángulo de Pascal módulo 2, todo número impar correspondería a 1, mientras que todo número par correspondería a 0. De aquí, codificamos todas las entradas del Triángulo de Sierpinski a 1 si el número es impar y 0 si el número es par. Al final, lograremos observar que el triángulo de pascal y triángulo de Sierpinski son prácticamente idénticos.